# Hamnen i Lorient
Hamnen i Lorient är en målning av den franska konstnären Berthe Morisot. Den målades 1869 och ingår sedan 1970 i samlingarna på National Gallery of Art i Washington D.C.
Målningen är en tidig Morisot-målning och en av hennes mer kända. Den är tydligt impressionistisk i sitt utförande med en ljus palett, otydliga konturer och genom att landskapet inte underordnas personen – konstnärens syster Edma som sitter på kajen med ett parasoll. Lorient är en hamnstad i Bretagne vid franska Atlantkusten. Morisot var en av de mer konsekventa impressionisterna och hon deltog senare på samtliga impressionistutställningar förutom 1879. 